# 上村彩子
上村彩子（1986年2月7日—），是日本女性聲優、藝人，埼玉縣出身，偶像團體AKB48的前成員，目前所屬的事務所是フリーランス聲優事物所。此外，她也是AKB48中（除了光宗薰尚未升格即辭退之外）待在團體的時間最短的正規成員，從首次參加公演至宣布退出，只有2個月又16天。

## 來歷
經過聲優事務所RAMS的訓練之後，參加了2006年2月26日所舉辦AKB48第二期生甄選合格（同期合格成員有大島優子、秋元才加等），並在該年的4月1日以AKB48舊Team K成員的身分，首次於AKB48劇場登場。同年6月17日，因為個人的身體狀況不佳而退出。之後，改向聲優方面發展作為目標，參與元氣Project所屬訓練養成所的訓練，並以聲優的身分再次出道。2009年9月，由於公司內部的調整，被移籍至Office渡邊。2013年8月，退出渡邊，經歷一段自由身時期，2014年加入コペル事物所(業務提攜), 於2017年3月退所後, 加入声優事務所キャトルステラ。

## 個人
- 興趣是製作髮型、和貓玩。
- 專長是默記日本所有都道府縣和縣廳所在地、玩魔術方塊。

## 演出作品
代表所飾角色、粗體文字代表所飾角色為主角

### 電視動畫
- 學生會長是女僕！（TBS電視台等：2010年）
- 爆漫王。（第3話）（學生）（NHK教育台：2010年）
- 聖誕之吻SS+ plus（七咲逢編）（游泳部社員）（TBS電視台等：2012年）
- 惡之華（木下亞衣）（2013年）[3]
- élDLIVE宇宙警探（馬利、德米勒艦船員、小靜、系統聲音、女刑事）（2017年）
- THE REFLECTION（艾瑪）（2017年）
- 奴隸區 The Animation（北ミナミ）（2018年）

### 動畫電影、OVA

#### 教育用動畫作品
- 名字...就是燃燒著生命（學生）（東映教育映像部：2006年）
- 野鳥交響曲第一號 「白色幻想曲」（里香）（日本野鳥會：2007年）

### 遊戲
- 少女攻略!（日语：乙女ぶれいく!）（早乙女乙芽）（史克威爾艾尼克斯：2012年）[4][5]
- Arianrhod RPG 2E 「棋盤計畫」系列（日语：アリアンロッドRPG 2E#『プロジェクト・チェッカーボード』シリーズ）（プリミラ）（2012年）

### 廣播節目
- 上村彩子的超廣播!Rookie（日语：上村彩子の超ラジ!Rookie）（超!A&G+：2007年10月4日 - 2008年4月3日）
- 交給我吧偵探☆能登麻美子（文化放送：2007年10月6日 - 2008年6月28日）

### 電視節目
- 機動戰士鋼彈 第07板倉小隊（第1期 - 2期）（ウエムラ大佐）（東京電視台：2011年10月4日 - 2012年6月26日）

### 音樂CD
- 沒發現!少女心!!（以早乙女乙芽的名義）（King Records ：2012年8月22日）[6]

## 外部連結
- 事物所公式 （页面存档备份，存于） （日語）
- 個人部落格 （页面存档备份，存于） （日語）
- 上村彩子的X（前Twitter）